# Канареечные вьюрки
Канаре́ечные вьюрки́ или жёлтые снегири (лат. Serinus) — род певчих птиц из семейства вьюрковых.
Очень мелкие птицы с коротким толстым клювом. Надхвостье жёлтое или оранжевое. Кормятся в основном на земле, гнездятся на кустах и деревьях (чаще хвойных), в трещинах скал. В кладке 3—5 голубоватых с коричневыми пятнами яиц. Песня — звонкие трели, крик — журчащее «чирлит».

## Виды
Выделяют 8 видов:
- Serinus alario (Linnaeus, 1758) — Черноголовый канареечный вьюрок
- Serinus canaria (Linnaeus, 1758) — Канарский канареечный вьюрок, или канарейка
- Serinus canicollis (Swainson, 1838) —  Шафранношапочный канареечный вьюрок
- Serinus flaviventris (Blanford, 1869) — Желтобрюхий канареечный вьюрок
- Serinus nigriceps Ruppell, 1840 — Черноголовый канареечный вьюрок
- Serinus pusillus (Pallas, 1811) — Корольковый вьюрок, или красношапочный вьюрок
- Serinus serinus (Linnaeus, 1766) — Канареечный вьюрок, или  европейский вьюрок
- Serinus syriacus Bonaparte, 1850 — Сирийский канареечный вьюрок